# 欧洲三井物产铁路资本公司

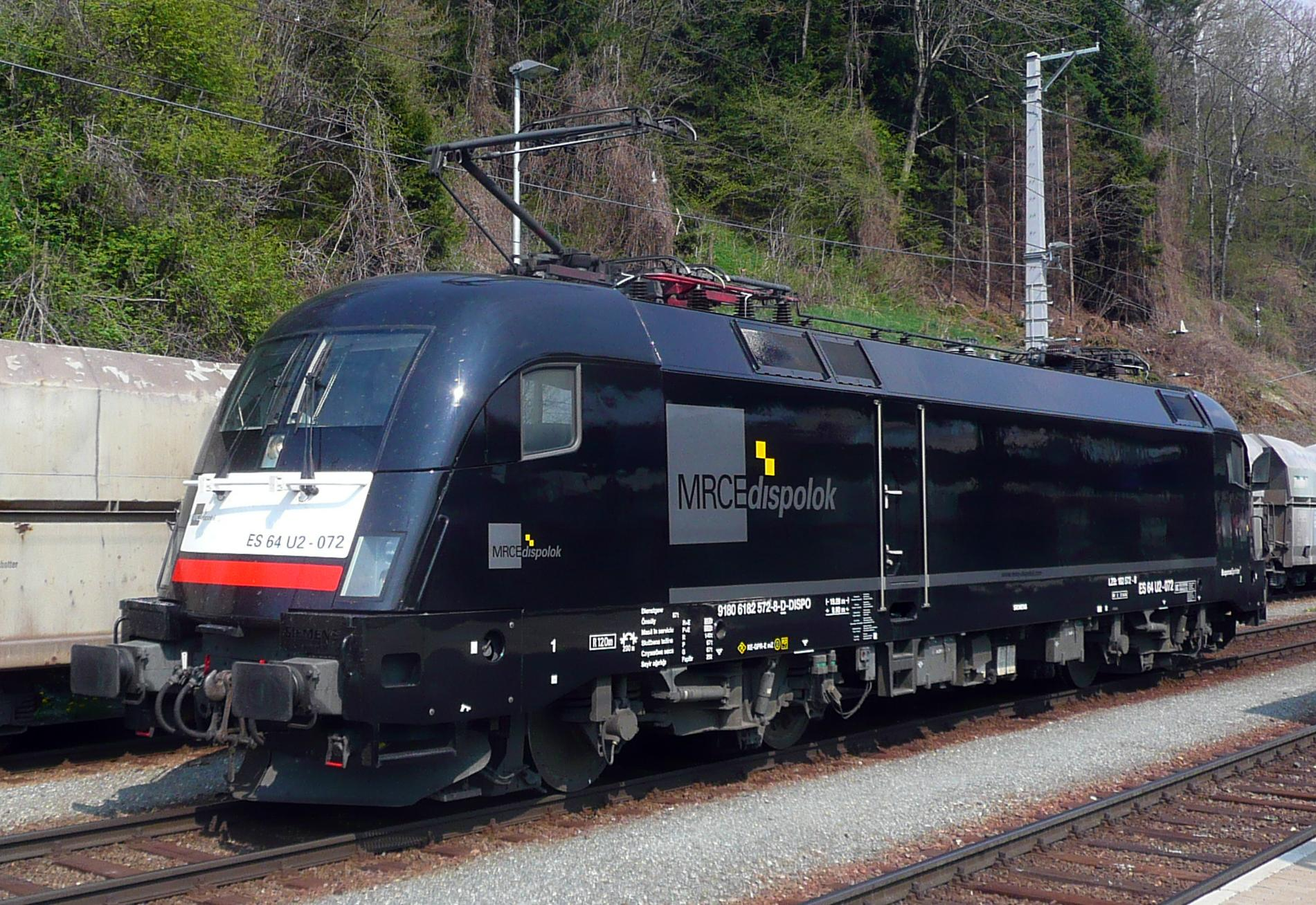
ES64U2型电力机车

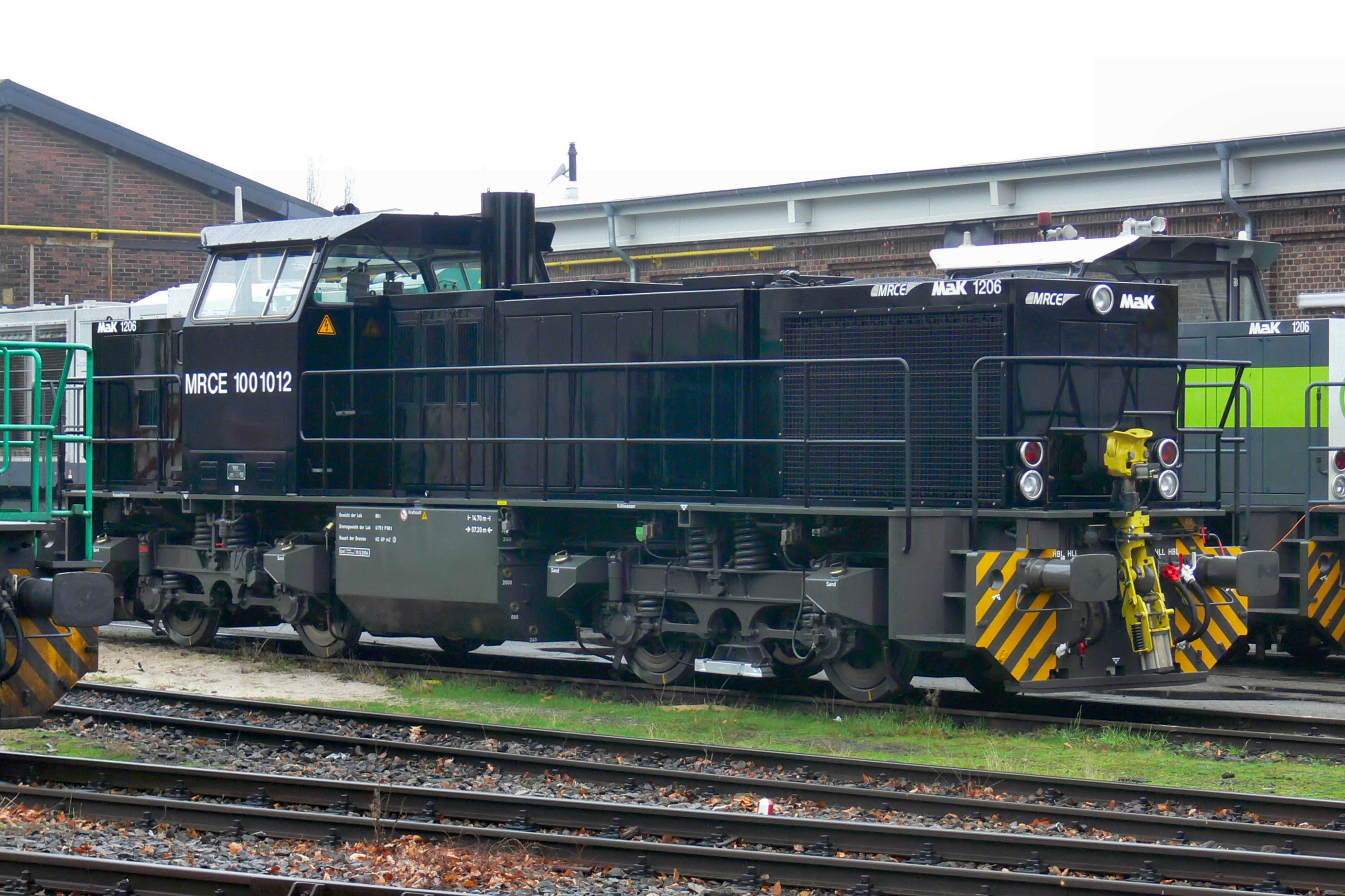
MRCE的MaK 1206

“Dispolok”（Mitsui Rail Capital Europe GmbH）是一家欧洲铁路机车租赁公司，创办于2004年，到2013年3月为止名字为MRCE Dispolok GmbH，总部设于德国慕尼黑和阿姆斯特丹。它是日本三井集團的一个子公司。
MRCE是中欧最大的铁路机车租聘公司，在阿姆斯特丹的部分运行机车的租聘、购买、出售和贷款事务，在慕尼黑的部分负责机车的服务和维修。公司的顾客包括德国、奥地利和意大利以及其它中欧和东欧国家工业和运输业中国营和私有铁路运输公司

## 历史
2001年1月2日西门子运输系统公司创办西门子Dispolok公司。此前在2000年3月20日公司就已经正式展示了它的第一辆机车（一辆ES64F型电力机车）。
公司是作为一个应急方案成立的。由于各种技术问题一些机车，比如柴电动力机车NSB Di 6机车必须被撤回。西门子为了避免全部损失决定利用铁路运输放松管制的机会把这些机车租借给不同的公司。由于租这些机车的公司都是新创办的公司，它们缺乏技术技能和人员来维护这些机车，因此西门子提供全部维护服务。公司的第3个经济来源是把机车卖给租借它们的公司。这个经营方法与西门子运输系统公司的经营方法抵触，因为它在德国直接与西门子运输系统公司的主要顾客竞争，为了避免法律冲突西门子决定为此成立一个有限責任公司。
从2002年7月起获得进入德国铁路网进行运输的经营许可权。
公司不仅提供运用机车，还在欧洲多国设立技术维修服务网点、提供司机和维修人员的培训、承担机车的技术维修和保险，使用户能够节省运营开支和规避风险。2006年，世界上最大的综合商社日本三井物产旗下的欧洲三井物产铁路资本公司（Mitsui Rail Capital Europe，MRCE），从西门子公司收购了“Dispolok”。新主人决定扩大公司在欧洲的营业，目的在于把它改造成欧洲最大的机车租聘公司。此外三井在收购Dispolok时还决定从西门子购买50辆电力机车。这样西门子也又可以恢复到制造和出售机车的营业重点，而不用去管租聘的事务。
2008年1月24日公司聚会上决定把公司名称改为MRCE Dispolok。2008年4月1日三井物产把所有子公司的股份都买下来，整个转手过程结束。机车的涂色也被改成MRCE的黑色。2013年3月7日在公司首脑聚会上决定把名字改为欧洲三井物产铁路资本公司。

### 目前状况
三井物产铁路资本公司100%属于总部位于东京的三井集團。它拥有5个子公司，这些公司在全球经营。所有这些子公司的业务都是租聘。
| 名称                         | 总部位置       | 创办年 | 业务                 |
| ---------------------------- | -------------- | ------ | -------------------- |
| 三井物产铁路资本公司         | 美国芝加哥     | 1996年 | 租聘货车             |
| 欧洲三井物产铁路资本公司     | 德国慕尼黑     | 2001年 | 机车的技术服务和维护 |
| 三井物产铁路资本控股公司     | 巴西圣保罗     | 2004年 | 货车租借贷款         |
| 欧洲三井物产铁路资本欧洲公司 | 荷兰阿姆斯特丹 | 2004年 | 机车租聘             |
| MRC 1520有限责任公司         | 俄罗斯莫斯科   | 2012年 | 货车租聘             |

虽然所有这些子公司都是独立的，但是欧洲三井物产铁路资本公司和欧洲三井物产铁路资本欧洲公司的业务互相补充。欧洲三井物产铁路资本欧洲公司从事租聘业务以及与机车制造商签署购买合同，而在慕尼黑的公司则承担维护被租聘的机车的业务。此外它还负责欧洲的物流过程。

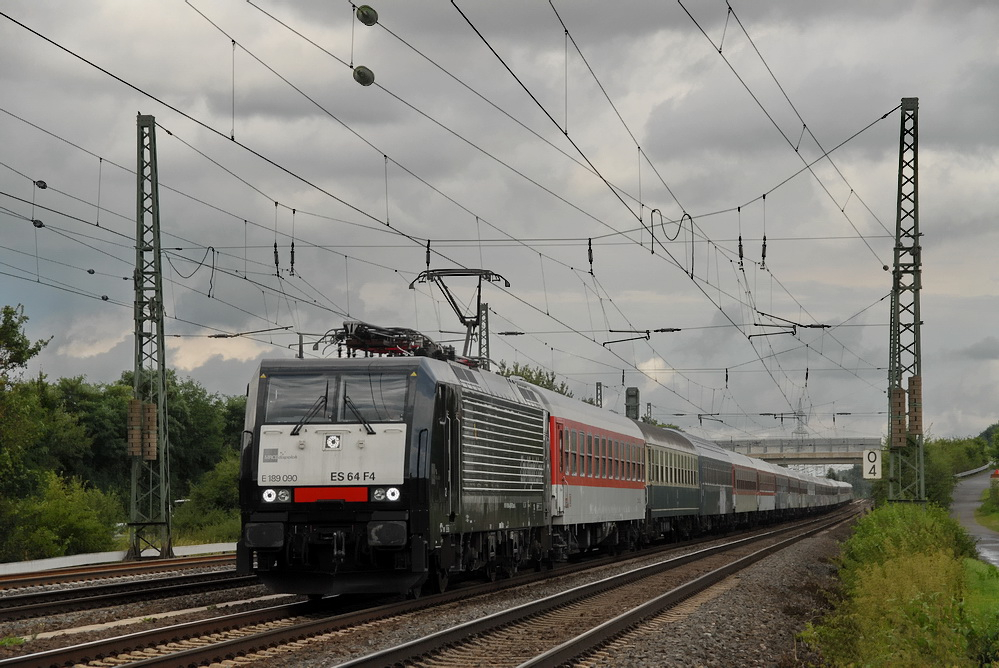
MRCE-Dispolok的189 090，带着最新的机身喷漆，租聘给德铁汽车列车

## 车队

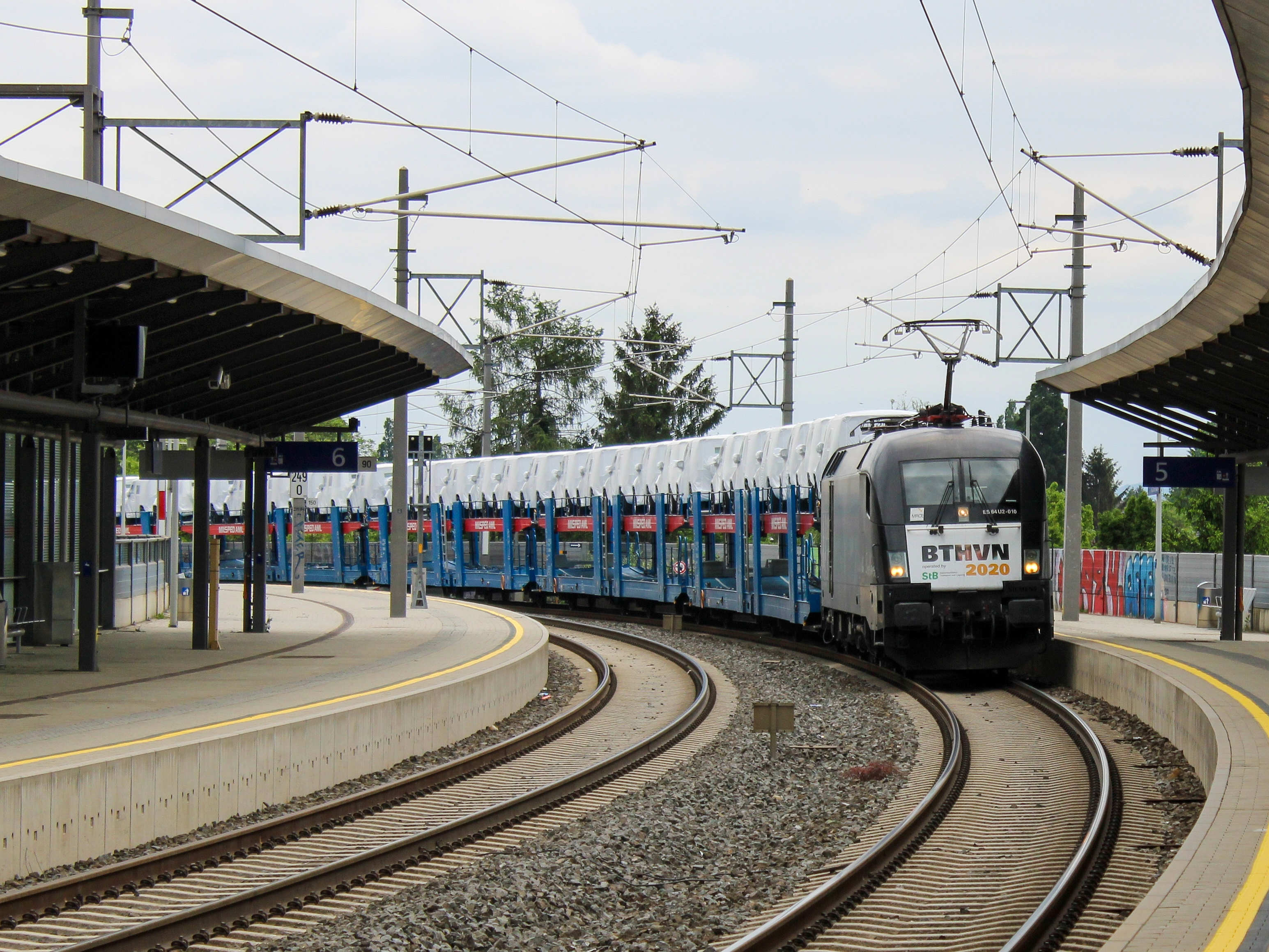
贴着贝多芬画像的MRCE 182 510

过去MRCE也曾经租聘柴油机车，今天它的车队完全由电力机车组成。车队由庞巴迪TRAXX、ES64U2型电力机车、ES64F4型电力机车和西门子Vectron193系列组成。2018年MRCE的车队共有300多辆电力机车。2018年MRCE从西门子购买了25辆Vectron，其中20辆有可以在其它欧洲国家使用的多重取电和保险装置。从2018年末开始西门子开始供货。等到所有机车全部交货后MRCE将拥有136辆西门子Vectron。这样一来MRCE成为这个西门子机车的最大买主。
| 年     | Vectron型号 | 数量 | 号码                            | 供货                                  |
| ------ | ----------- | ---- | ------------------------------- | ------------------------------------- |
| 2013年 | Vectron AC  | 15辆 | X4E 850-860 + 870-873           | （已供货）                            |
| 2014年 | Vectron AC  | 20辆 | X4E 600-606 + 861-867 + 874-879 | （已供货）                            |
| 2015年 | Vectron AC  | 10辆 | X4E 607-616                     | （已供货）                            |
| 2015年 | Vectron MS  | 11辆 | X4E 640-650                     | （已供货）                            |
| 2016年 | Vectron MS  | 10辆 | X4E 651-660                     | （已供货）                            |
| 2016年 | Vectron MS  | 15辆 | X4E 661-675                     | （已供货）                            |
| 2017年 | Vectron MS  | 10辆 | X4E 700-...                     | 供货中                                |
| 2017年 | Vectron DC  | 20辆 | 191 021-…                       | 供货中                                |
| 2018   | Vectron MS  | 20   |                                 | Lieferung in den Jahren 2018 und 2019 |
| 2018   | Vectron DC  | 5    |                                 | Lieferung im Jahr 2019                |

几乎说有MRCE机车全部涂黑色，在所有四面都画着公司的标志。但是还有少数机车依然画有Dispolok的标志。有些这些机车已经被卖给私有铁路运输公司。
| 机车         | 车主                    |
| ------------ | ----------------------- |
| ER20-002     | Metrans                 |
| ER20-011     | Beacon Rail Leasing     |
| ER20-012     | Beacon Rail Leasing     |
| ES 64 F4-002 | Railtraction/Lokomotion |
| ES 64 F4-003 | Railtraction/Lokomotion |
| ES 64 F4-012 | Railtraction/Lokomotion |
| ES 64 F4-015 | MRCE                    |
| ES 64 F4-026 | MRCE                    |
| ES 64 F4-030 | MRCE                    |
| ES 64 F4-089 | MRCE                    |
| ES 64 F4-093 | MRCE                    |
| ES 64 F4-202 | MRCE                    |
| ES 64 F4-203 | MRCE                    |
| ES 64 F4-205 | MRCE                    |

一些租聘给其它公司的MRCE机车上面画有完全不同的彩色图像，其中包括以下机车：
| 机车         | 车主 | 租聘公司           | 图像              |
| ------------ | ---- | ------------------ | ----------------- |
| ES 64 F4-206 | MRCE | LTE Netherlands    | 梵高              |
| ES 64 U2-020 | MRCE | 维也纳地方铁路     | 'WLC'             |
| ES 64 U2-023 | MRCE | 萨克森铁路网络公司 | 奥皇弗朗茨·约瑟夫 |
| ES 64 U2-060 | MRCE | Crossrail          | 柏林墙开放25周年  |

过去曾经拥有过的机车：
- ES64P型电力机车，2008年卖给西门子
- ES64F型电力机车，2004年卖给ITL
- NSB Di 6，2004年出售
- 西门子ER20
- MaK G1206型柴油机车

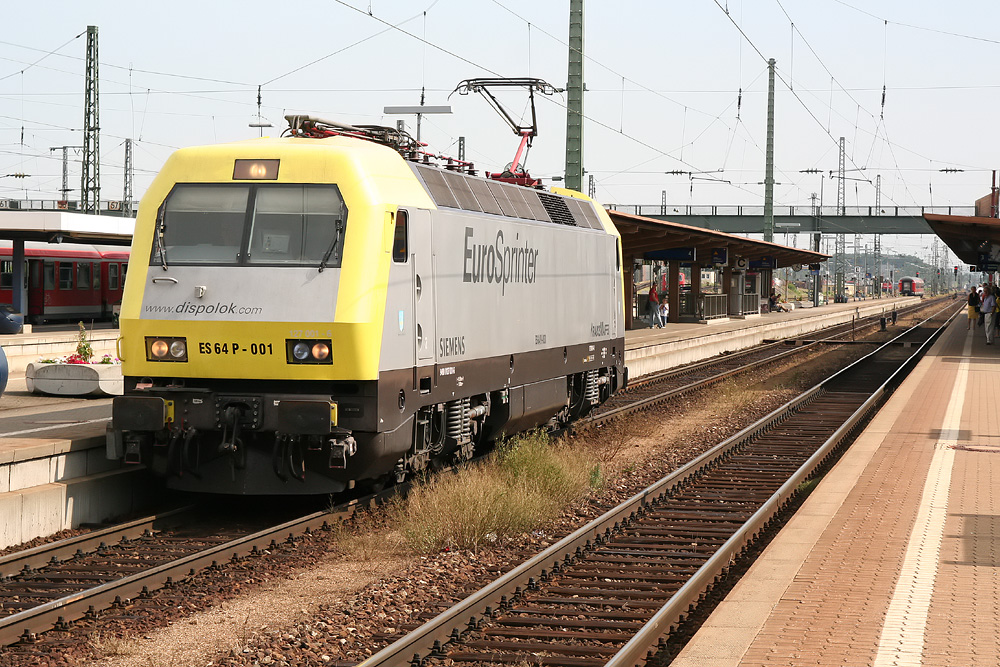
ES64P
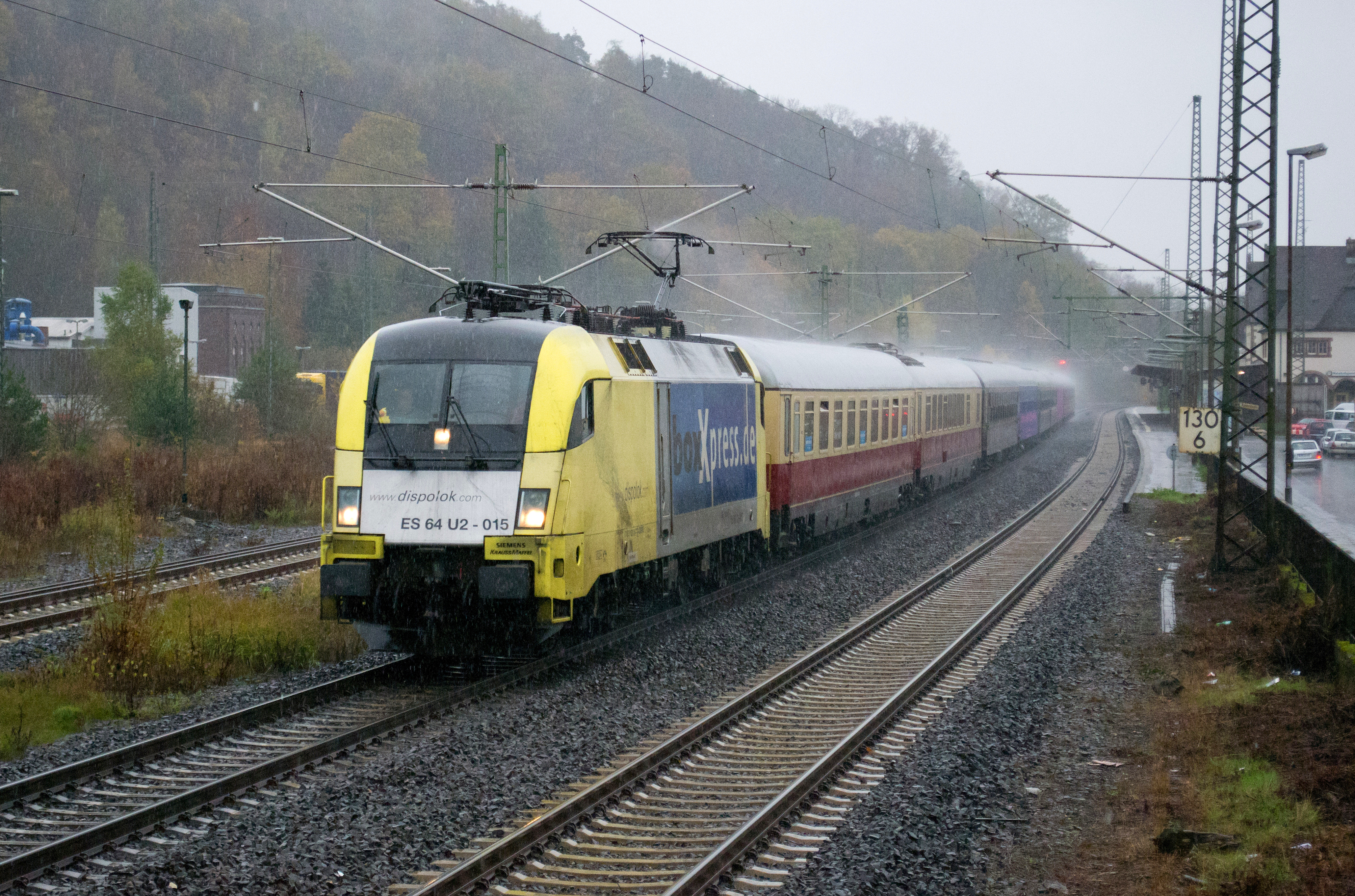
ES64U2
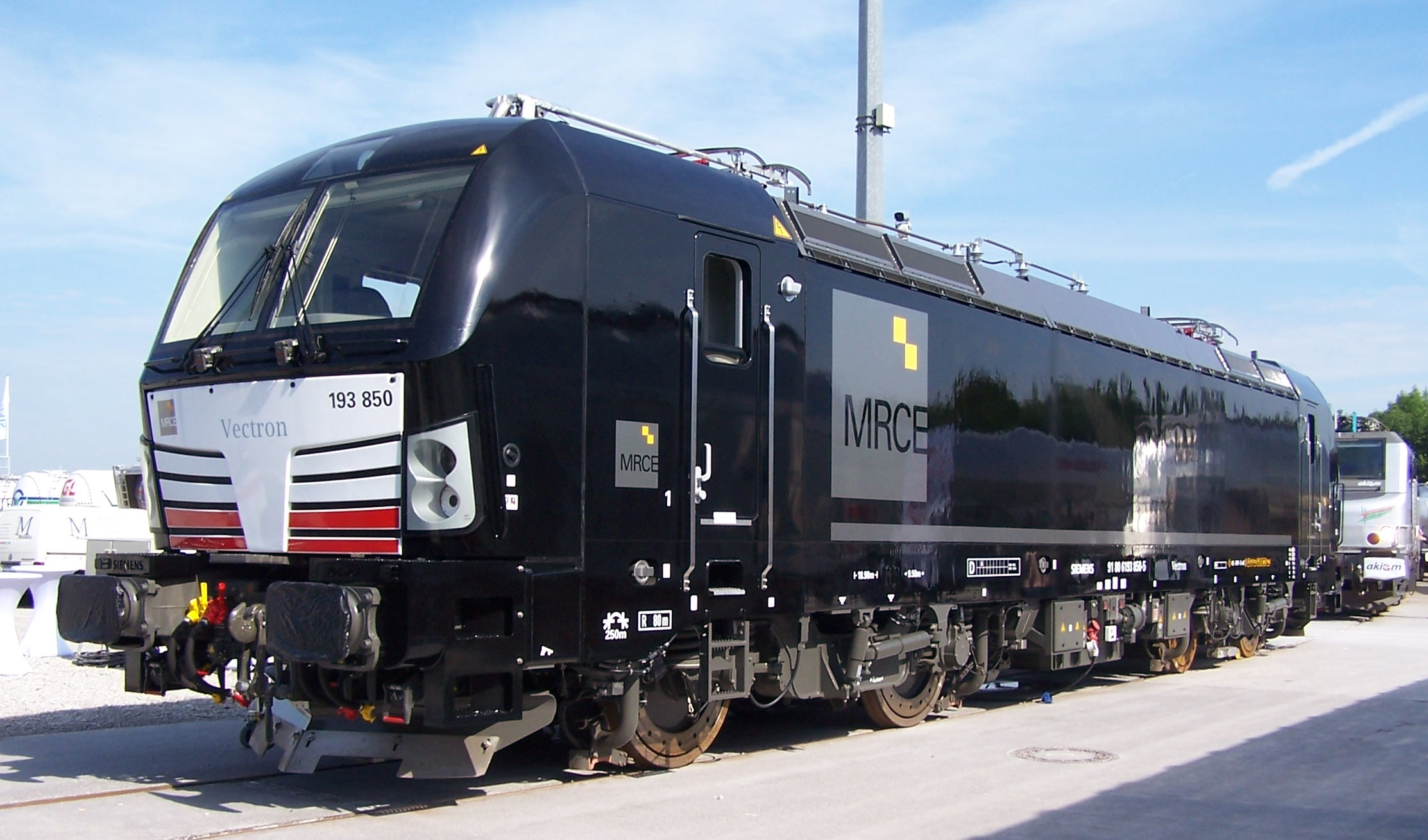
Vectron AC
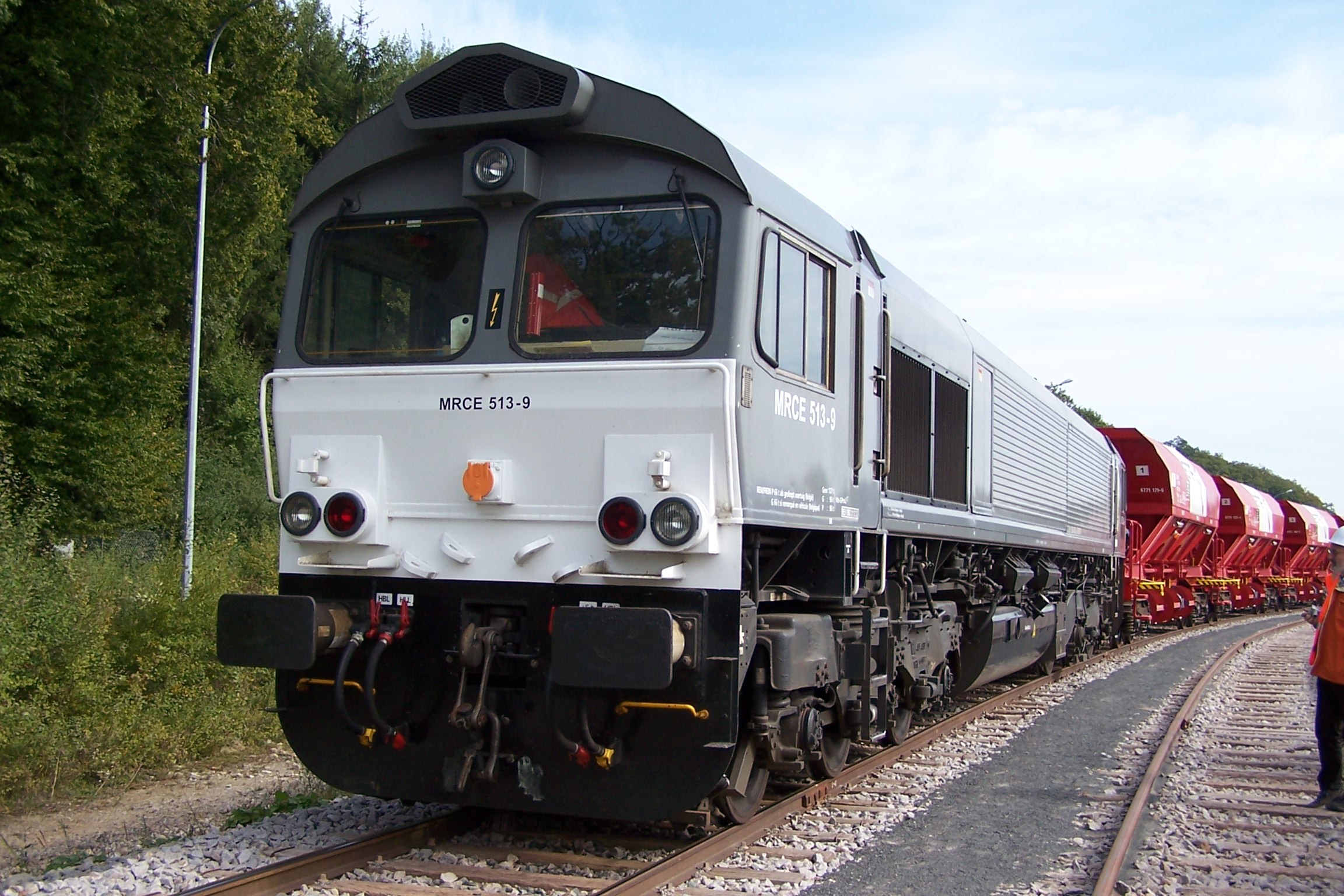
Class 66
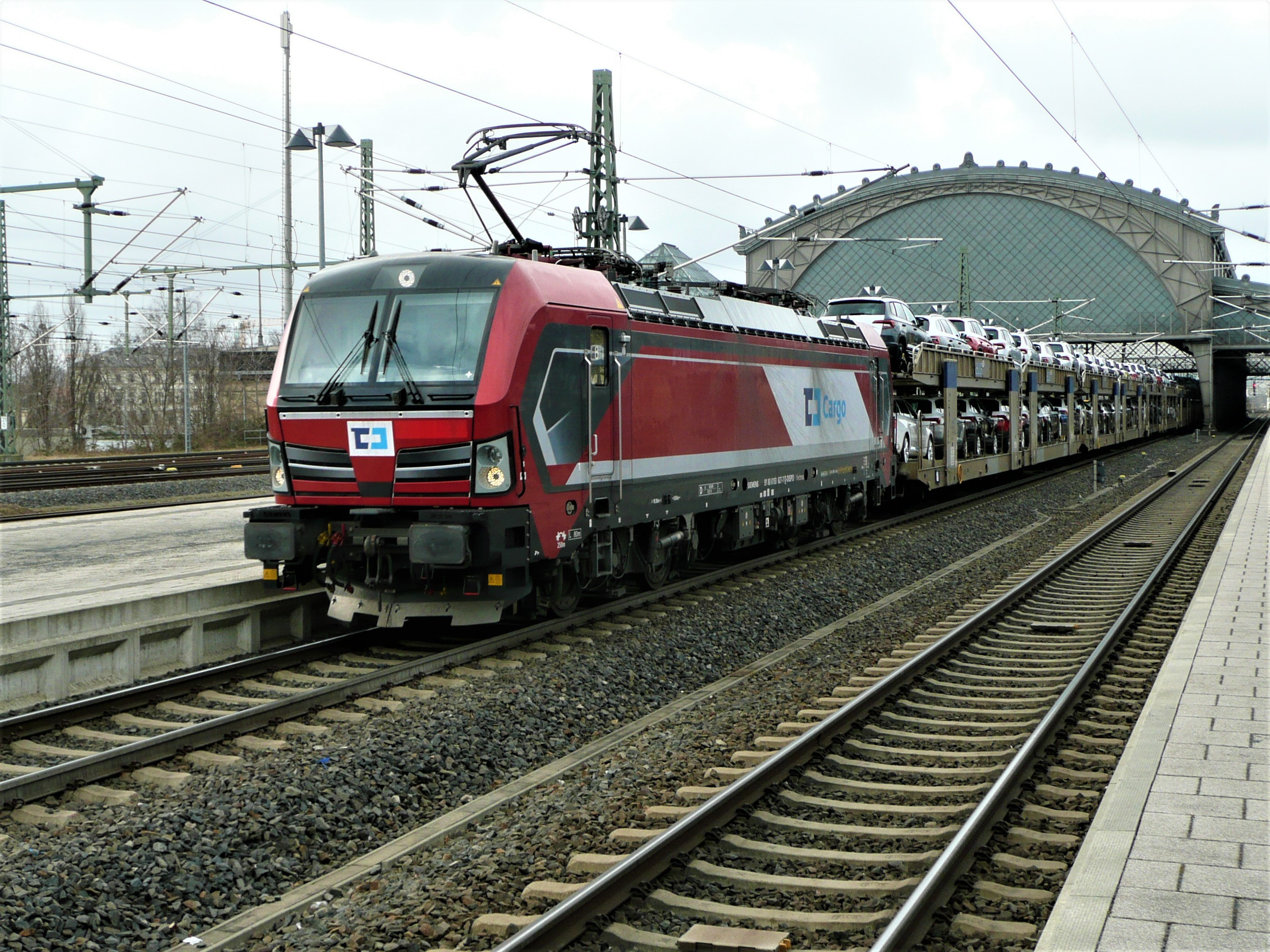
193 627经过德累斯顿-新城车站

## 竞争对手
MRCE的主要竞争对手是欧洲机车租聘和Railpool。

## 书籍
- Walter Breinl, Dietmar Fischer: „Siemens Dispolok“ erweitert den Spielraum der Bahnen. 《Eisenbahn-Revue International》，2000年第4册，ISSN 1421-2811，172–175页
- Alex Dworaczek: Neue Aufgaben einer wachsenden Dispolokomotiv-Flotte. 《Eisenbahn-Revue International》，2001年第11册，ISSN 1421-2811，500–503页
- Alex Dworaczek: Die Lokomotiven der Siemens Dispolok GmbH. 《Eisenbahn-Revue International》，2003年第1册，ISSN 1421-2811，24–29页